# Voula
Voula (en griego, Βούλα, AFI: [ˈvula]) es un suburbio al sur de Atenas, en la orilla del Golfo Sarónico, a 16 kilómetros al sur del centro de la ciudad. Se encuentra entre las áreas de Glyfada y Vouliagmeni. Administrativamente pertenece al municipio de Vari-Voula-Vouliagmeni, del cual también es la sede. Forma parte del Complejo Urbano de Atenas y su población, según el censo de 2011, es de 28 364 habitantes. 

## Historia
Hay vestigios de residencia en esta zona desde finales del Neolítico (3000 a. C.) y vestigios de asentamientos micénicos en la zona. En la antigüedad, Voula, junto con la vecina Vouliagmeni, era el municipio de Halas Exonides en la antigua Atenas. El nombre indica que había salinas en el municipio, mientras que la caracterización de Aixonides se toma de la vecina Aixoni (hoy Glyfada), para destacar del municipio de Halas Arafenides (hoy Rafina). Se estima que contaba con unos 800 ciudadanos que pertenecían a la tribu Kekropida. En las excavaciones llevadas a cabo en la década del 2000 en Voula cerca de la avenida Varis fue encontrado un complejo de edificios de la época clásica (finales del siglo V-IV a. C.) que fue identificado como el antiguo mercado del municipio de Halas Exonides. El complejo de edificios tiene una superficie de 1 500 metros cuadrados y consta de 12 habitaciones, un santuario y un pozo. También se encontraron monedas de cobre y de bronce, cadenas de plomo y registros judiciales. Se han encontrado los principales conjuntos residenciales, uno al noroeste y otro al sureste. El cementerio del municipio estaba en la actual Pigadakia. La iglesia principal del municipio era la iglesia de Apolo Zostiras, en la actual Vouliagmeni. El punto principal del escudo de defensa era la acrópolis del municipio, en la colina Kastraki, en los límites de los municipios de Vari, Voula y Vouliagmeni. 
El asentamiento actual fue creado en la década de 1920 por una cooperativa de construcción que creó un distrito vacacional en la zona. Posteriormente, algunas familias de refugiados se asentaron y se les concedió un terreno. El asentamiento perteneció administrativamente a la comunidad de Koropi hasta 1929. De 1929 a 1935 fue un asentamiento de la comunidad de Vari, mientras que desde 1934 fue una comunidad separada. En 1945 la comunidad de Voula fue anexada por la comunidad de Vari y el asentamiento de Ano Voula, que fue abolido en 1954. La comunidad de Voula fue reconocida como municipio en 1982. El municipio de Voula se mantuvo hasta 2010, cuando fue abolido con la implementación del programa Calícrates y se anexó al municipio de Vari-Voula-Vouliagmeni. La población de Voula crece constantemente a un ritmo extremadamente alto.
| Año       | 1940  | 1951  | 1961  | 1971  | 1981   | 1991   | 2001   | 2011   |
| Población | 1 471 | 2 106 | 3 864 | 5 374 | 10 539 | 17 998 | 25 532 | 28 364 |

## Transporte público

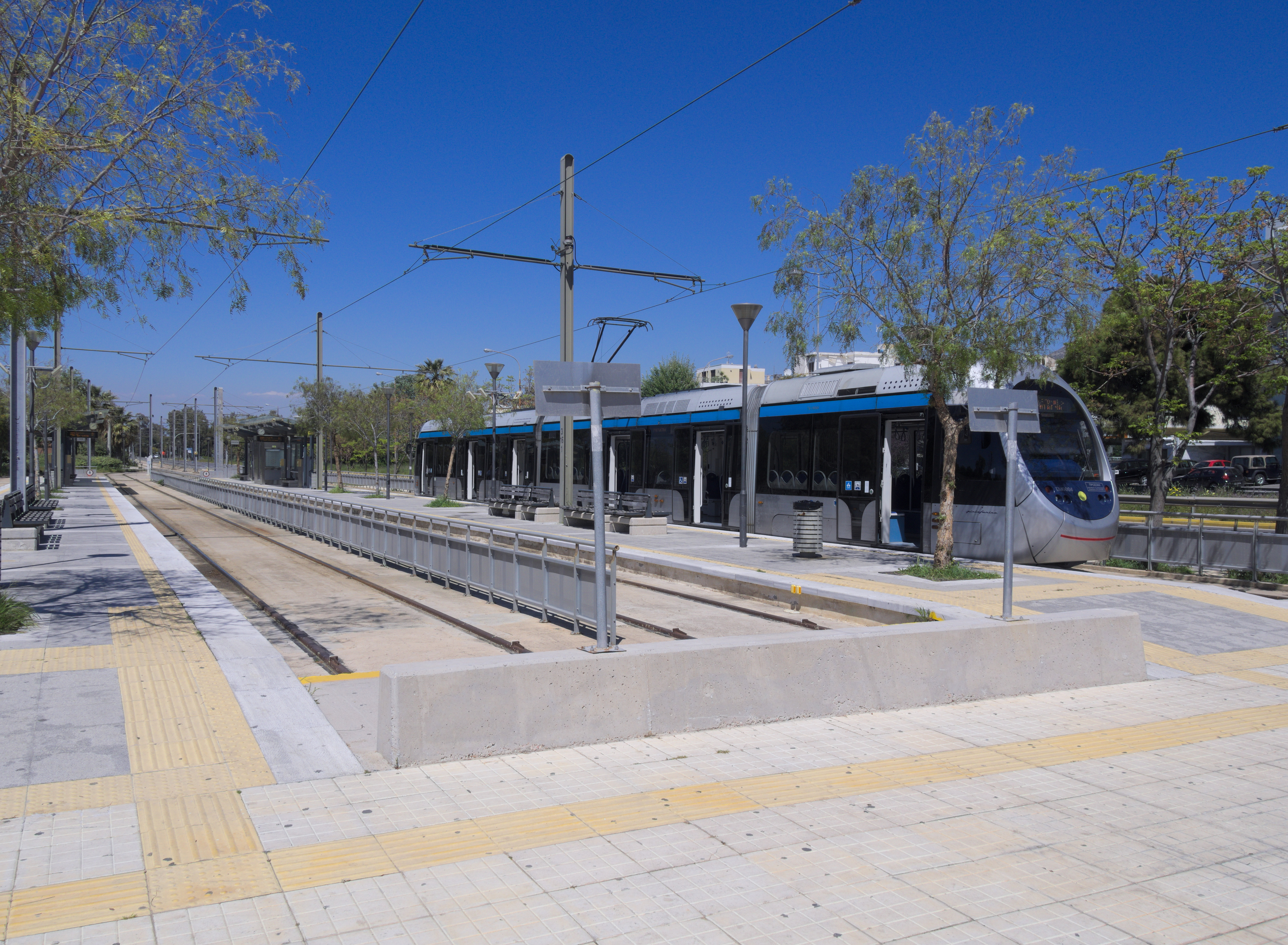
Estación terminal del tranvía en Voula (Asklipio)

En Voula se encuentra la terminal de tranvías, la estación Asklipio de Voula, con itinerarios a la plaza Syntagma y al Estadio de la Paz y la Amistad. 

## Personas importantes

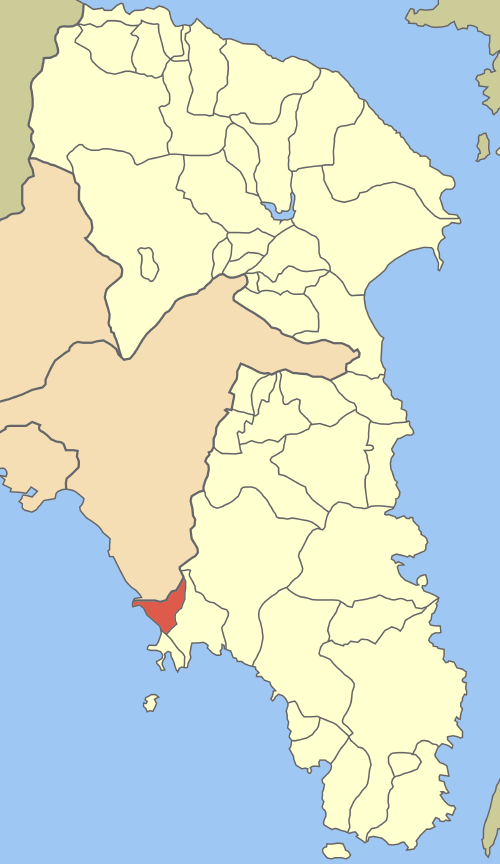
Mapa de Ática Oriental. Voula está señalada en rojo.

### Líderes de Voula
Los presidentes de la Comunidad fueron:
- 1937-1939 G. Dogas
- 1964-1967 Panagiotis Tzaidas (19??-1982)
- 1975-1978 Panagiotis Tzaidas (19??-1982)
- 1979-1982 Giannis Kioukis (19??-2020)[7]

### Alcaldes de Voula
- 1983-1986 Giannis Kioukis (19??-2020)
- 1987-1996 Angelos Apostolatos (1940-2017) Elegido en 1986, reelegido en 1990 y 1994. Renunció en 1996 con el objetivo de ser candidato de Nueva Democracia en las elecciones parlamentarias.[8]
- 1996-1998 Antonis Famelis
- 1999-2010 Georgios Mantesis

## Educación
En Voula hay dos institutos de bachillerato, dos institutos de la ESO y 4 escuelas primarias. También hay 6 guarderías. 

## Deporte
El club deportivo más antiguo de Voula es la Asociación Deportiva Aris Voulas, que fue fundada en 1952. Hasta 1977, Aris Voulas tenía solo un departamento de fútbol, mientras que hoy tiene departamentos de ping-pong y tenis. Su sede está situada en el Estadio Municipal de Voula, con una aforo de 1000 personas. 
El Club de Entrenamiento Deportivo Proteas Voulas ha estado activo en Voula desde 1980, manteniendo departamentos de baloncesto masculino y femenino para todos los grupos de edad. El club tiene su sede en el gimnasio cubierto de Voula Georgios Gennimatas. En 2013, Proteas se convirtió en el primer equipo de la División Nacional A2 en ganar la Copa Femenina de Grecia, en la Copa de Baloncesto Femenina de Grecia 2012-2013. 